# Емператрис
Емператрис (на испански: Emperatriz) е мексиканска теленовела, продуцирана от Фидес Веласко за ТВ Ацтека през 2011 г. Адаптация е на едноименната венецуелска теленовела от 1990 г., създадена от Хосе Игансио Кабрухас.
В главните роли са Габриела Спаник, Берни Пас, Адриана Лувие и Маримар Вега, а в отрицателните – Серхио Бустаманте, Рафаел Санчес Наваро и Нюрка Маркос. Специално участие вземат Мириам Игареда, Хулиета Егурола и Омар Фиеро.

## Сюжет
В чужбина Емператрис е сама, бременна с второто си дете и предстои да бъде депортирана. В разгара на отчаянието си тя се обажда на Армандо Мендоса. Това, което тя игнорира, е, че мъжът, когото обича, празнува рождения ден на съпругата си Алма Роса дел Реал заедно с дъщерите си Естер, Елиса и Елена. Естер, най-голямата дъщеря, е бебето, което той ѝ отнел, когато тя излежава присъда за измама, извършена от самия него. Отговорът му я принуждава да се изправи пред истината: той се е подиграл на любовта ѝ по най-злия начин. Преди години и следвайки съвета на Перфекта, майка си, Емператрис дава бебето на Армандо, вярвайки, че двамата отново ще бъдат заедно.
Когато я освобождават, хитрият манипулатор я кара да повярва, че може отново да бъде затворена, като я съветва по-добре да отиде далеч. Дълбоката болка, която заслепява Емператрис, вика за отмъщение. Оттогава нататък нейната цел е да си върне дъщерята и да унищожи мъжа, когото е обичала толкова много. Емператрис намира в Мануел, интелигентен бизнесмен, необходимата подкрепа, за да се върне в страната си и да потърси дъщеря си. Животът им се преобръща с главата надолу, когато Емператрис се появява пред семейство Дел Реал и среща Алехандро, вдовецът на Маргарита дел Реал, сестрата на Алма Роса и когото Хусто дел Реал вижда като син.
Благодарение на Алехандро сърцето на Емператрис бие отново. Алма Роса умира от инфаркт след ужасен спор с Емператрис, която вижда желанието ѝ да разбие семейството на Армандо, но вярвайки, че Елиса е нейна дъщеря, Емператрис се стреми да бъде до нея. Заради смъртта на Алма Роса и предполагаемото самоубийство на Армандо, Елиса намира още причини да унищожи Емператрис.
От друга страна, Естер, истинската дъщеря на Емператрис и Армандо, е момиче, когато научава, че Алма Роса не е нейната майка, шокът е такъв, че тя се опитва да се самоубие. Тази, която я спасява от удавяне, е Елиса; от тази трагедия между тях възниква неразрушима връзка, която кара Елиса да защитава сестра си от жестокостта на Емператрис и за това е готова на всичко. Поради това Естер е изпратена в Швейцария от Хусто, дядото, който винаги я е презирал. Въпреки това Естер и Емператрис се борят до смърт за любовта на Алехандро, който бива объркан, когато разбира, че Емператрис е дъщеря на Хусто.

## Актьори
- Габриела Спаник - Емператрис Хурадо / Емператрис Дел Реал Хурадо де Миранда
- Берни Пас - Алехандро Миранда дел Реал
- Серхио Бустаманте - Хусто Дел Реал
- Рафаел Санчес Наваро - Мануел Леон
- Адриана Лувие - Естер Мендоса Дел Реал
- Маримар Вега - Елиса Мендоса Дел Реал
- Мириам Игареда - Елена Мендоса Дел Реал
- Хулиета Егурола - Перфекта Хурадо
- Омар Фиеро - Армандо Мендоса
- Кармен Делгадо - Грасиела Мендоса
- Алберто Гера - Маурисио Гомес
- Ана Карина Гевара - Коко Алварес
- Консепсион Маркес - Агустина Моралес
- Дора Монтеро - Лола Мартинес
- Карлос Мармен - Гонсало Ислас
- Фабиан Пеня - Бенито Рамирес
- Рене Камперо - Роберто Паредес
- Марсела Песет - Исабел Кристина Андуеса
- Мар Карера - Алма Роса дел Реал Бустаманте де Мендоса
- Хорхе Алберти - Николас Галван Кастийо / Николас Леон Галван
- Нюрка Маркос - Анхела Галван Кастийо
- Лариса Мендисабъл - Дорис
- Ерика де ла Роса - Д-р Химена Кастеянос
- Ирма Инфанте - Антониета вдовица де Андуеса
- Сандра Дестенаве - Марлене Мартинес де Леон
- Даниела Гармендия - Синтия
- Мартин Наварете - Фернандо Касияс
- Мерседес Паскуал - Леонор Бустаманте де Дел Реал
- Кристина Микаус - Джина Медина
- Палома Улрих - Хосефа Ислас
- Ерик Чапа - Давид
- Алма Роса Аньорве - Консуело
- Луис Рене Агире - Леополдо
- Аурора Хил Кастро - Лулу
- Алфонсо Браво - Хайме
- Давид Мури - Федерико
- Ситлали Галиндо - Лорена Саласар
- Гилермо Лареа - Хорхе
- Хулио Касадо - Фреди Кареньо
- Блас Гарсия - Съдия
- Карлос Сеха - Братът на Синтия
- Хосефо Родригес - Бащата на Давид
- Марко Сетина - Густаво
- Матилде Миранда - Норма
- Исабел Юдисе - Стефани
- Гари Ривас - Комендант Родолфо Труеба
- Маргарита Уине - Роса
- Аленка Риос - Кристина Дел Вайе
- Елия Доменсайн - Мариана Рамирес
- Ана Мария Гонсалес - Директорката на училището на Елена
- Карлос Ернан Ромо - Братът на Кристина
- Естела Кано - Барбара
- Марсела Гирадо - Естер Мендоса Дел Реал (дете)
- Алисия Хасис - Елиса Мендоса Дел Реал (дете)
- Алехандра Саид - Елена Мендоса Дел Реал (дете)

## Снимки
Записите на теленовелата започват на 16 март 2011 г. и завършват на 30 септември 2011 г.

## Награди и номинации
Награди Califa de Oro (Мексико)
| Година | Категория         | Номинация       | Резултат |
| ------ | ----------------- | --------------- | -------- |
| 2011   | Най-добро участие | Габриела Спаник | Печели   |

## Версии
- Emperatriz, венецуелска теленовела от 1990 г., продуцирана от Марте Телевисион, с участието на Марина Баура, Раул Амундарай, Ноели Артеага и Астрид Каролина Ерера.